# Oblivion (EP)
Oblivion – drugi minialbum amerykańskiej grupy muzycznej Mastodon. EP można nabyć tylko za pośrednictwem internetu. The Bit to cover Melvins

## Lista utworów
1. "Oblivion" (Studio Version)
2. "Divinations" (Live at XFM)
3. "The Bit" (Live at XFM)
4. "Colony of Birchmen" (Live at XFM)
5. "Oblivion" (Music Video)
6. "Divinations" (Music Video)

## Twórcy
- Troy Sanders – wokal, gitara basowa
- Brann Dailor – perkusja, wokal
- Brent Hinds – wokal, gitara elektryczna
- Bill Kelliher – gitara elektryczna